# Voie express Tiznit - Dakhla
La voie express Tiznit - Dakhla est une voie express qui relie Tiznit au centre du Maroc et Dakhla au sud d'une distance de 1055 km passant par Guelmim, Tan-Tan, Laâyoune et Boujdour.
Le dernier tronçon ouvert de cette voie express reliant Tiznit et Guelmim au début de l'année 2025.
Le tronçon restant est la rocade de Laâyoune où il existe le plus long pont du Maroc d'une longueur de 1648 mètres.

## Caractéristiques
- Le tronçon Tiznit - Guelmim site propre (115 km) est aménagé en 2×2 voies et caractérisé par des échangeurs à deux niveaux (échangeurs demi-trèfle).Il existe une aire de repos au niveau de l'échangeur avec la route 1903

- Le tronçon Guelmim - Laâyoune (El Marsa) est aménagé en 2×2 voies avec des intersections à niveau et contourne plusieurs villes comme Tan-Tan et El Ouatia.Une partie de ce tronçon en construction est la rocade de Laâyoune qui est caractérisé par le plus long pont du Maroc d'une longueur de 1648 m, une aire de repos à Commune Chbika.
- Le tronçon Laâyoune - Dakhla est aménagé en 2×1 voies avec des intersections à niveau.Pont sur Oued Ma Fatma

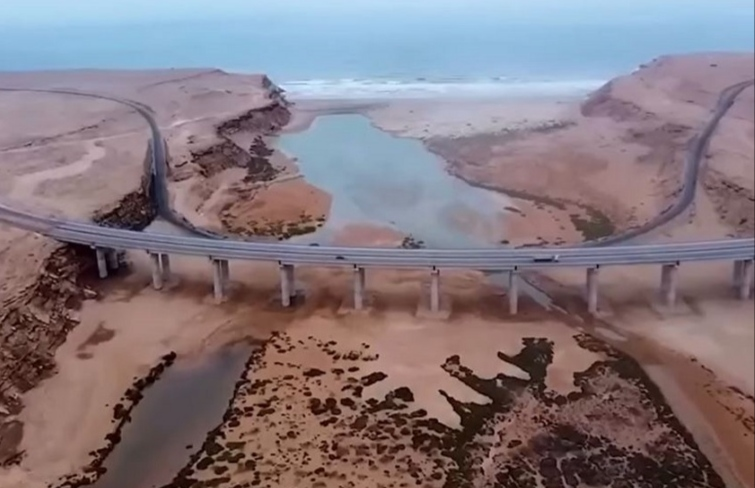
Pont sur Oued Ma Fatma

## Projet
Annoncé par le roi Mohammed VI en 2015, ce projet, a-t-il relevé, permet de réduire la distance entre Tiznit et Dakhla pour les véhicules légers, les camions et les poids lourds, notant que cette dernière catégorie de véhicules joue un rôle majeur dans le développement de l’activité économique, favorisant ainsi la réduction du coût et du temps de transport tout en améliorant significativement l'indice de la sécurité routière, outre le renforcement de l’attractivité des provinces du Sud.   
L’ensemble de ces aménagements participe à la structuration de la N1 sur une distance de 1055 km, incluant la réalisation d’une voie express entre Tiznit et Laâyoune (550 km) et l’élargissement à 9 m de la route nationale reliant Laâyoune à Dakhla (500 km). Ces initiatives renforcent ainsi l’interconnexion entre les différentes régions du Maroc et facilitent le développement économique et commercial du pays.
Aussi pour éviter la circulation au centre de Laâyoune, la construction de la rocade de la ville, comprenant un pont au niveau de Oued Sakia El Hamra de 1648 m de longueur et 21,4 m de largeur et deux voies dans chaque sens, rappelant que les travaux de construction du pont ont démarré depuis février 2024 avec un coût avoisinant 1280 millions de dirhams.
Maintenant, le grand nord du Maroc est relié avec le grand sud par des autoroutes jusqu'à Agadir (A5,A1,A3) et par des voies express depuis Agadir ( voie express Agadir - Tiznit, Voie express Tiznit - Dakhla)
Une autoroute en études relie la A3 au niveau de Amskroud à côté d'Agadir et le début de la voie express Tiznit - Dakhla.

## Tracé
La voie express commence au nord de Tiznit et la contourne au nord puis l'ouest, il continu en direction de Guelmim passant par les montagnes du Anti-Atlas, il contourne Guelmim et se croise avec le tronçon réaménagé de la N1, la voie express continue jusqu'à Tan-Tan, le début du désert, une rocade a été construit pour éviter la circulation au niveau de la ville, continue entre les dunes des sables passant par El Ouatia, Tarfaya, Tah puis Laâyoune, une rocade pour éviter la circulation au centre de la ville en construction passant par Sakia El Hamra où il se situe un pont de 1648 m et continue jusqu'à El Marsa, il termine la partie de 2×2 voies et commence la partie de 2×1 voies qui est la route entre Laâyoune et Dakhla (N1) réaménagé passant par Boujdour.